# Tim Mountford
Tim Mountford (* 2. April 1946 in Los Angeles) ist ein ehemaliger US-amerikanischer Radrennfahrer und nationaler Meister im Radsport.

## Sportliche Laufbahn
Mountford war Bahnradsportler. Er war Teilnehmer der Olympischen Sommerspiele 1964 in Tokio. Im Tandemrennen schied er mit seinem Partner Jack Disney in den Vorläufen aus. 
Bei den Olympischen Sommerspielen 1968 in Mexiko-Stadt war er erneut am Start. Er wurde im Sprint auf dem 10. Rang klassiert. 
1969 siegte er in der nationalen Meisterschaft im Sprint vor Jack Simes.
Bei den Panamerikanischen Spielen 1967 gewann er im Punktefahren die Bronzemedaille. Bei den Bahnradsport-Weltmeisterschaften 1969 wurde er mit Simes Vierter im Tandemrennen und 12. im 1000-Meter-Zeitfahren.
1970 wurde er Berufsfahrer und blieb bis 1973 als Radprofi aktiv. Er lebte in dieser Zeit in Europa und startet auch bei Steherrennen und Sechstagerennen. Mountford wurde 2017 in die United States Bicycling Hall of Fame aufgenommen.

## Familiäres
Sein älterer Bruder Stan Mountford war ebenfalls Radrennfahrer.

## Berufliches
Mountford gründete nach seiner Sportlerkarriere eine Kette von Fahrradgeschäften im Silicon Valley.